# Distretto di Zaamar
Il distretto di Zaamar è uno dei ventisette distretti (sum) in cui è suddivisa la provincia del Tôv, in Mongolia. Conta una popolazione di 5.816 abitanti (censimento 2007).